# Adrián Oquendo
Adrián Oquendo, född 23 februari 1990, är en kubansk roddare.
Oquendo tävlade för Kuba vid olympiska sommarspelen 2016 i Rio de Janeiro, där han tillsammans med Eduardo Rubio slutade på 13:e plats i dubbelsculler.